# Lepidozona stohleri
Lepidozona stohleri är en blötdjursart som beskrevs av Ferreira 1985. Lepidozona stohleri ingår i släktet Lepidozona och familjen Ischnochitonidae. Inga underarter finns listade i Catalogue of Life.